# Literatura israelense
Literatura israelense é um termo amplo que reune as obras literárias por israelenses em Israel. A maior parte da literatura israelense é escrita na língua mais comum no país, o hebraico, mas muitas obras literárias são elaboradas em outras línguas, como o árabe, falado por um quinto da população e por línguas diversas do mundo inteiro, por causa da grande população de imigrantes.
Por ser um pais em conflito contínuo, um dos assuntos mais comuns na literatura israelense é o conflito árabe-israelense.